# Björn Samuelsson (jazzmusiker)
Björn Olof Samuelsson, född 30 maj 1976 i Lysekil, är en svensk jazzmusiker (trombon).
Uppväxt i Gävle började Samuelsson spela eufonium vid 10 års ålder, för att ta upp trombonen 4 år senare. Under tiden i musikskolan föddes intresset för just jazz och han sökte sig till Jazzgymnasiet i Gävle. Under 1996 spelade Samuelsson med Arméns Musikkår där orkestern bl.a. turnerade i USA, Tyskland och Norge. Han framträdde som solist vid ett antal konserter i bl.a. Göteborgs Konserthus och vid musikkårens avslutningskonserter i Berwaldhallen blev han utsedd till Årets Musiksoldat av Svenska Militärmusiksamfundet.
Därefter inleddes studier Kungliga Musikhögskolans musikerutbildning för lärare som Bertil Strandberg och Peter Asplund. Sedan dess har Samuelsson spelat med de ledande storbanden i Sverige som till exempel Stockholm Jazz Orchestra, Radiojazzgruppen, Peter Asplund Orchestra, Magnus Lindgren, Mats Holmquist Stora Stygga, Blue House Jazz Orchestra och Lasse Lindgren Big Constellation.
Under 2003 turnerade han med det amerikanska kultbandet LOVE & Arthur Lee i bl.a. England, USA, Grekland, Roskildefestivalen och Canterbury Fayre Festival och även framträtt på Jools Holland TV show Later på BBC. En live CD och live DVD med LOVE finns inspelad från Royal Festival Hall. Han har turnerat i hela Sverige, Europa, tio gånger till USA, tre gånger till Japan, Australien, Nya Zeeland och Egypten. Han medverkar även emellanåt i tv, t.ex. på alla säsonger av Let's Dance i TV4 och på Idrottsgalan.
Under 2004–2005 var Samuelsson engagerad av Brian Wilson från The Beach Boys där han tillsammans med Stockholm Strings n' Horns turnerade två gånger i Europa och därefter till Japan, två gånger till USA, Australien och Nya Zeeland. De framträdde även på The Tonight Show with Jay Leno. Han medverkar på en live DVD med hela SMiLE konserten och det grammyvinnande albumet SMiLE som spelades in i Sunset Sound Studios L.A. och har spelat på scener som Royal Festival Hall (London), Walt Disney Concert Hall (Los Angeles), Carneige Hall (NYC), Sydney Opera House och Hollywood Bowl (LA).
Sedan 2002 är Samuelsson första trombonist i Bohuslän Big Band, Göteborg. Han hörs även med bandet "Big Fat Brass" på Liseberg under sommarhalvåret. Tillsammans med Wojtek Goral och Stefan Persson bildar Björn "Session Horns Sweden". Utöver det har han en egen kvartett, "The Björn Samuelsson Jazz Formation" som han skriver musiken för. "A letter to Åke Persson" heter bandets första skiva som kom ut 2005.